# Lauren Scruggs
Lauren Scruggs (Nueva York, 27 de enero de 2003) es una deportista estadounidense que compite en esgrima, especialista en la modalidad de florete.
Participó en los Juegos Olímpicos de París 2024, obteniendo dos medallas, oro por equipos (junto con Jacqueline Dubrovich, Lee Kiefer y Maia Weintraub) y plata individual.
Ganó una medalla de oro en el Campeonato Mundial de Esgrima de 2025, en la prueba por equipos.
Proviene de una familia de inmigrantes jamaicanos y es públicamente lesbiana. Estudió Filosofía en la Universidad de Harvard.

## Palmarés internacional
| Juegos Olímpicos   | Juegos Olímpicos | Juegos Olímpicos | Juegos Olímpicos    |
| Año                | Lugar            | Medalla          | Prueba              |
| ------------------ | ---------------- | ---------------- | ------------------- |
| 2024               | París (Francia)  | Medalla de oro   | Florete por equipos |
| 2024               | París (Francia)  | Medalla de plata | Florete individual  |
| Campeonato Mundial |                  |                  |                     |
| Año                | Lugar            | Medalla          | Prueba              |
| 2025               | Tiflis (Georgia) | Medalla de oro   | Florete por equipos |